# 川村啓真
川村 啓真（かわむら けいしん、1999年9月6日 - ）は、富山県黒部市出身の元プロ野球選手（外野手、右投左打）。プロでは育成選手であった。

## 経歴

### プロ入り前
若栗小学校1年時に軟式野球チームに入団し、野球を始めた。桜井中学校軟式野球部では捕手を守り、主将にも選ばれ、中3春の全国大会16強に貢献した。
高校は新潟県の日本文理高校に進学。1年生から4番・捕手として公式戦に出場すると、3回戦白根高校戦で右翼へ公式戦第1号となる3点本塁打を放った。3年春には右翼手にコンバート。同年夏の新潟県予選決勝戦では3番打者として出場すると、逆方向に勝ち越し2点本塁打を放って夏の甲子園進出に大きく貢献した。甲子園では2試合で9打数4安打1打点(本塁打1本)、打率.444と活躍したが、2回戦の仙台育英高校戦で接戦の末敗退した。
大学は東都大学リーグに所属している國學院大學へ進学。1年生ながら2番・右翼手として11試合に出場し、打率は全体18位の.294という記録を残し、新人王に輝いた。以降はレギュラーを担うも打撃が振るわなかったことに加え、新型コロナウイルスによるパンデミックにより3年春のリーグ戦も中止となり、不遇な2年間を過ごした。しかし4年春には12試合で36打数15安打3本塁打10打点打率.417を記録し、首位打者、ベストナインに輝いた。國學院大學は全日本大学野球選手権大会にも出場し8強進出に貢献したが、同年秋のリーグ戦は再び打撃不振に陥った。
2021年10月11日に開催されたドラフト会議で埼玉西武ライオンズから育成4位指名を受け、11月29日に支度金350万円、年俸400万円で入団に合意した。背番号は129。西武の竹下潤スカウトは、「1日でも早く2桁背負ってもらえるように頑張ってもらいたい」と期待を寄せた。

### 西武時代
2022年は、二軍（イースタン・リーグ）の公式戦で31試合に出場し、打率.156（90打数14安打）、0本塁打、5打点の成績を残していた。ところがシーズン途中の6月10日に川村自らが退団を申し出たため、自由契約選手として公示された。同年6月27日、一部週刊誌が川村の自主退団の経緯について報じた。

## 選手としての特徴
選球眼が良く、小柄ながら広角に長打を放つパンチ力が魅力で、チームバッティングが出来るのも特徴である。井端弘和も自身のYouTubeチャンネルで、「身体は大きくないが、スイングがものすごい速い」と評価していた。里崎智也も、自身のYouTubeチャンネルで2021年の西武のドラフト指名選手の中で最も期待を寄せる選手と評価し、川村の指名に関わった西武の竹下スカウトは、「3拍子バランスの取れたパワーヒッター」とコメントしている。スポーツライターの西尾典文も「この順位で指名されるのが不思議な選手」と評価していた。

## 詳細情報

### 年度別打撃成績
- 一軍公式戦出場なし

### 背番号
- 129（2022年 - 同年6月10日）